# Glatthaferwiese am Elbufer Johannstadt

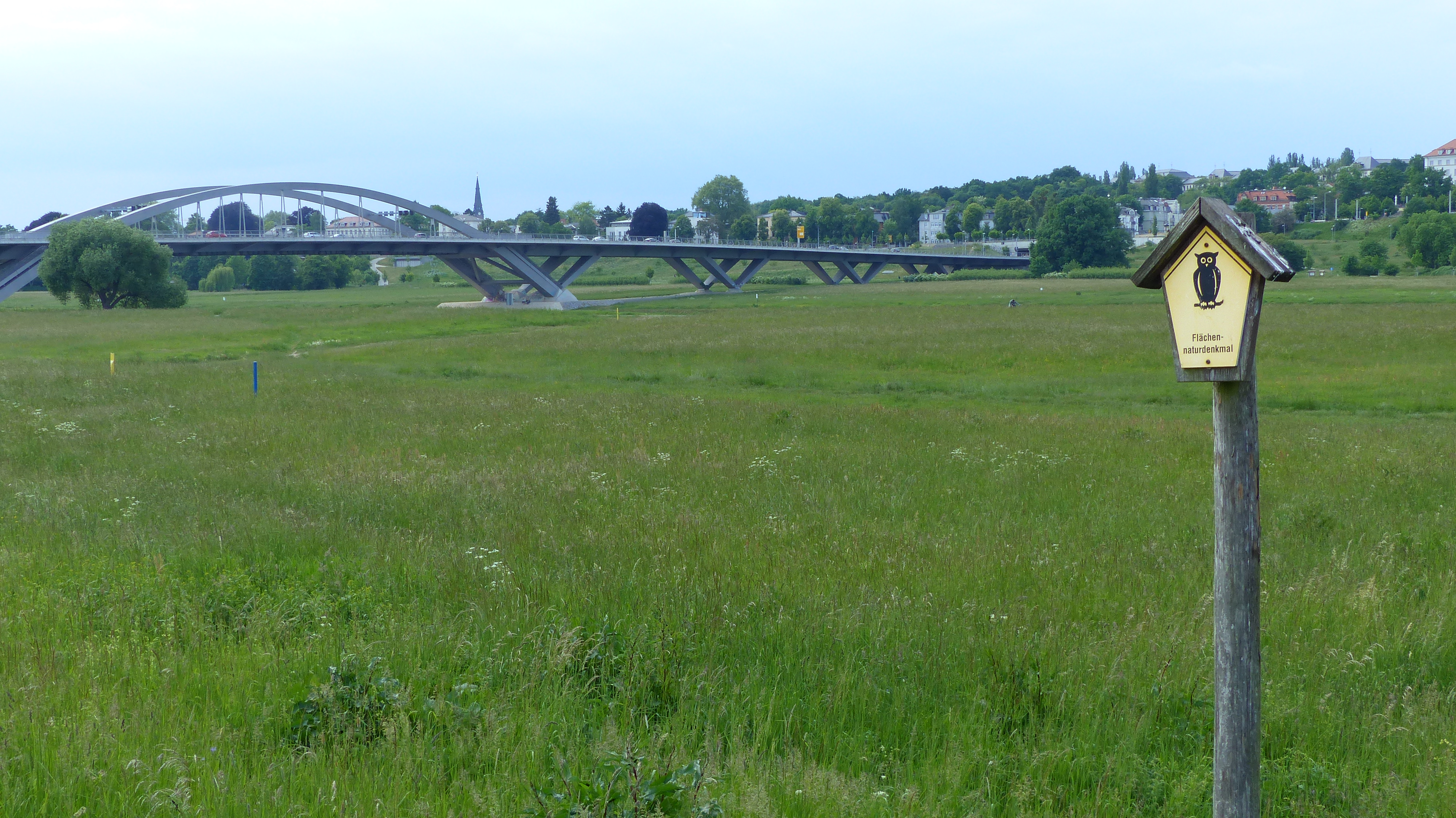
Das Flächennaturdenkmal an der Waldschlößchenbrücke

Die Glatthaferwiese am Elbufer Johannstadt ist ein als Flächennaturdenkmal (ND 37) ausgewiesenes Areal der Dresdner Elbwiesen in der Johannstadt (Gemarkung Altstadt II). Es befindet sich östlich der Waldschlößchenbrücke zwischen Käthe-Kollwitz-Ufer und dem Elberadweg. Schutzgegenstand ist eine „artenreiche Glatthaferwiese mit hohem floristischem Wert.“
Das Flächennaturdenkmal ist vollständig enthalten im Landschaftsschutzgebiet Dresdner Elbwiesen und -altarme sowie im FFH-Gebiet Elbtal zwischen Schöna und Mühlberg.

## Geschichte
Die dicht an der Innenstadt liegenden Elbwiesen in der Dresdner Elbtalweitung werden seit Jahrhunderten landwirtschaftlich genutzt. Als natürlicher Flutraum der Elbe sind sie weitestgehend unbebaut und blieben auch nach der Ablösung des Pferdes durch das Auto in landwirtschaftlicher Nutzung zur Ernte von Grünfutter oder Heu. Zunehmende Bedeutung erhielten sie im verdichteten Stadtgebiet als Naherholungsgebiet.
Mit dem Wechsel von intensiver zu extensiver Landwirtschaft nach der Wende und Wiedervereinigung konnte sich die standorttypische Vegetationsgesellschaft der Tal-Glatthaferwiesen wieder herausbilden.
Zur „Erhaltung der artenreichen Glatthaferwiese mit im Rückgang befindlichen und vom Aussterben bedrohten Tier- und Pflanzenarten“ sowie zur „Sicherung des Nahrungs- und Fortpflanzungsbiotopes für Rebhühner“ hat die Stadt Dresden das Areal am Johannstädter Elbufer als Flächennaturdenkmal unter Schutz gestellt. In der entsprechenden Verordnung vom 9. Mai 1996 wird die Größe mit 4,2 Hektar beziffert, spätere Veröffentlichungen geben 4,0 Hektar an. Die zum Schutz notwendige Bewirtschaftung erfolgt bevorzugt durch zweimal jährliche Mahd, alternativ durch eine Mahd mit nachfolgender Beweidung.
Im Zuge des Dresdner Brückenstreits um den Bau der Waldschlößchenbrücke wurde thematisiert, dass die Querung auf Höhe der Waldschlösschenwiese an der breitesten Stelle der Elbwiesen erfolgt und mehrere Schutzgebiete gequert oder (im Falle des Flächennaturdenkmals) tangiert werden.

## Flora und Fauna
In ihrer Ausprägung stellen die Glatthaferwiesen am Johannstädter Elbufer sowie im Ostragehege (ND 38) „typische Tal-Glatthaferwiesen dar, die zu den gefährdeten und damit geschützten Pflanzengesellschaften gehören.“
Im Flächennaturdenkmal konnten mehr als 85 Pflanzenarten nachgewiesen werden, darunter einige vom Aussterben bedrohte Arten wie Wiesen-Glockenblume (Campanula patula), Großer Wiesenknopf (Sanguisorba officinalis), Kleine Wiesenraute (Thalictrum minus) und Goldhafer (Trisetum flavescens). Weitere Charakterarten sind Wiesen-Storchschnabel, Wiesen-Labkraut, Große Bibernelle und Schlangenäuglein.
Die vielseitige Flora begünstigt das artenreiche Insektenvorkommen und ist zugleich ein bedeutendes Brut- und Nahrungshabitat für Vögel und Kleinsäuger.